# Mehrshānī
Mehrshānī (persiska: مهرشانی) är en ort i Iran.   Den ligger i provinsen Khorasan, i den nordöstra delen av landet, 600 km öster om huvudstaden Teheran. Mehrshānī ligger 1 364 meter över havet och antalet invånare är 285.
Terrängen runt Mehrshānī är platt åt nordost, men åt sydväst är den kuperad.Runt Mehrshānī är det ganska glesbefolkat, med 29 invånare per kvadratkilometer. Närmaste större samhälle är Sheshtomad, 17,8 km väster om Mehrshānī. Omgivningarna runt Mehrshānī är i huvudsak ett öppet busklandskap.